# Portuguese Stock Index

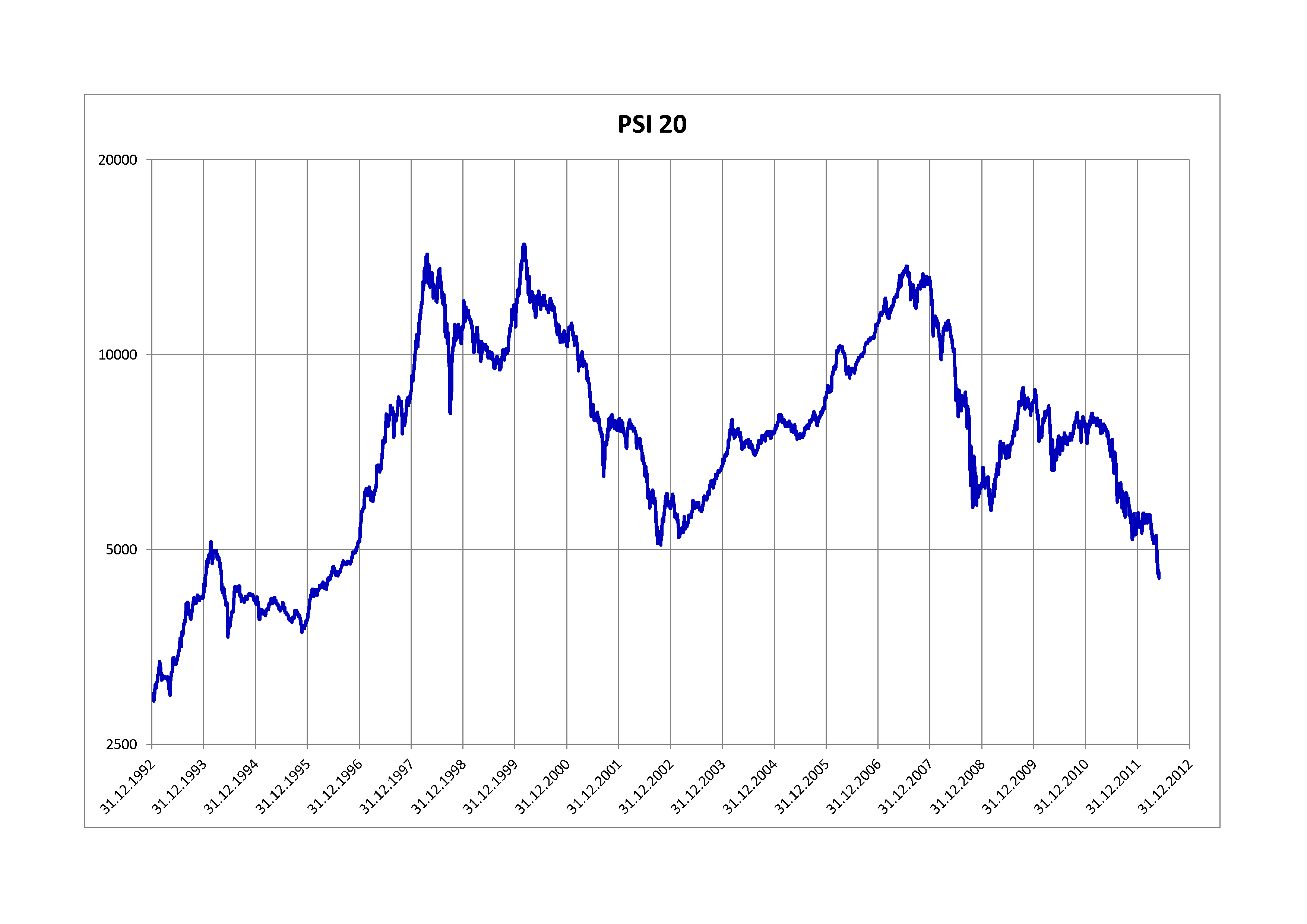
Evolução do PSI entre 1992 and 2012

Portuguese Stock Index ou PSI (anteriormente conhecido como PSI-20) é o índice que agrega as maiores empresas cotadas na Euronext Lisboa (Consultar índice) que tenham mais de 1000 milhões euros de capitalização. É o principal índice de referência do mercado de capitais português. É composto pelas acções das maiores empresas cotadas na bolsa de valores de Lisboa e reflecte a evolução dos preços dessas acções, que são as de maior liquidez  entre as negociadas no mercado português.
O valor base do PSI remonta a 31 de Dezembro de 1992 e foi de 3000 pontos.
O PSI foi lançado com uma dupla finalidade:
- servir de indicador da evolução do mercado accionista português
- servir de suporte à negociação de contratos de futuros e opções

A capitalização bolsista das emissões que compõem o PSI é ajustada pelo free float, não podendo cada emissão ter uma ponderação superior a 20% nas datas de revisão periódica da carteira. Devido às suas características, o índice PSI foi seleccionado pelo mercado para servir de subjacente a produtos estruturados, cuja rentabilidade depende, de uma ou de outra forma, do comportamento do mercado bolsista português.
É importante notar que o número de componentes do índice está abaixo do tamanho mínimo de amostra geralmente aceito de 30, necessário para atingir significância estatística.
Em 2022, o índice mudou, deixando cair o número mínimo de empresas (até então 20) e implementou uma nova regra, sendo agora preciso que as empresas tenham 1000 milhões euros de capitalização. Assim mudou de nome de PSI-20 para apenas PSI.

## Marcos históricos
No quadro seguinte apresenta-se a lista dos vários marcos históricos atingidos pelo PSI desde 1992.
| Primeiro fecho acima de | Valor de fecho em pontos | Data        |
| ----------------------- | ------------------------ | ----------- |
| 3.000                   | 3.000,00                 | 31-Dez-1992 |
| 3.500                   | 3.501,71                 | 13-Jul-1993 |
| 4.000                   | 4.015,18                 | 27-Ago-1993 |
| 4.500                   | 4.523,80                 | 12-Jan-1994 |
| 5.000                   | 5.079,23                 | 17-Fev-1994 |
| 5.500                   | 5.515,62                 | 10-Jan-1997 |
| 6.000                   | 6.095,92                 | 6-Fev-1997  |
| 6.500                   | 6.634,69                 | 2-Mai-1997  |
| 7.000                   | 7.026,45                 | 9-Jun-1997  |
| 7.500                   | 7.539,93                 | 2-Jul-1997  |
| 8.000                   | 8.096,83                 | 9-Jul-1997  |
| 8.500                   | 8.553,34                 | 2-Out-1997  |

| Primeiro fecho acima de | Valor de fecho em pontos | Data        |
| ----------------------- | ------------------------ | ----------- |
| 9.000                   | 9.031,84                 | 2-Jan-1998  |
| 9.500                   | 9.651,90                 | 20-Jan-1998 |
| 10.000                  | 10.024,80                | 27-Jan-1998 |
| 10.500                  | 10.525,18                | 4-Fev-1998  |
| 11.000                  | 11.207,27                | 25-Fev-1998 |
| 11.500                  | 11.558,34                | 3-Mar-1998  |
| 12.000                  | 12.084,62                | 17-Mar-1998 |
| 12.500                  | 12.521,43                | 23-Mar-1998 |
| 13.000                  | 13.208,11                | 2-Abr-1998  |
| 13.500                  | 13.614,24                | 6-Abr-1998  |
| 14.000                  | 14.015,97                | 14-Abr-1998 |
| 14.500                  | 14.706,02                | 25-Fev-2000 |

## Evolução anual
No quadro seguinte apresenta-se a evolução anual do PSI 20 desde 1992.
| Ano  | Fecho em pontos | Variação em pontos | Variação em % |
| ---- | --------------- | ------------------ | ------------- |
| 1992 | 3.000,00        |                    |               |
| 1993 | 4.288,09        | 1.288,09           | 42,94         |
| 1994 | 4.157,25        | -130,84            | -3,05         |
| 1995 | 3.896,24        | -261,01            | -6,28         |
| 1996 | 5.146,33        | 1.250,09           | 32,08         |
| 1997 | 8.803,50        | 3.657,17           | 71,06         |
| 1998 | 10.998,92       | 2.195,42           | 24,94         |
| 1999 | 11.960,51       | 961,59             | 8,74          |
| 2000 | 10.404,09       | -1.556,42          | -13,01        |
| 2001 | 7.831,49        | -2.572,60          | -24,73        |
| 2002 | 5.824,70        | -2.006,79          | -25,62        |
| 2003 | 6.747,41        | 922,71             | 15,84         |
| 2004 | 7.600,16        | 852,75             | 12,64         |
| 2005 | 8.618,67        | 1.018,51           | 13,40         |
| 2006 | 11.197,59       | 2.578,92           | 29,92         |
| 2007 | 13.019,36       | 1.821,77           | 16,27         |
| 2008 | 6.341,34        | -6.678,02          | -51,29        |
| 2009 | 8.463,85        | 2.122,51           | 33,47         |
| 2010 | 7.588,31        | -875,54            | -10,34        |
| 2011 | 5.494,27        | -2.094,04          | -27,60        |
| 2012 | 5.655,15        | 160,88             | 2,93          |
| 2013 | 6.558,85        | 903,70             | 15,98         |
| 2014 | 4.798,99        | -1.759,86          | -26,83        |
| 2015 | 5.317,67        | 518,68             | 10,81         |
| 2016 | 4.679,20        | -638,47            | -12,01        |
| 2017 | 5.388,33        | 709,13             | 15,15         |
| 2018 | 4.731,47        | -656,86            | -12,19        |
| 2019 | 5.214,14        | 482,67             | 10,20         |
| 2020 | 4.898,36        | -315,78            | -6,06         |
| 2021 | 5.569,48        | 671,12             | 13,70         |
| 2022 | 5.726,11        | 156,63             | 2,74          |
| 2023 | 6.396,48        | 670,37             | 11,71         |
| 2024 | 6.377,26        | -19,22             | -0,30         |

## Composição
Composição do índice em 31 de março de 2023.
| Nome                        | Cotação                | Sector (segundo o ICB)      | Peso no índice em % |
| --------------------------- | ---------------------- | --------------------------- | ------------------- |
| Altri                       | Euronext Lisboa: ALTR  | Produtos industriais gerais | 2,28                |
| Banco Comercial Português   | Euronext Lisboa: BCP   | Bancos                      | 12,03               |
| Corticeira Amorim           | Euronext Lisboa: COR   | Bens de Consumo             | 3,11                |
| CTT Correios de Portugal    | Euronext Lisboa: CTT   | Transporte industrial       | 2,87                |
| Energias de Portugal        | Euronext Lisboa: EDP   | Electricidade               | 12,14               |
| EDP Renováveis              | Euronext Lisboa: EDPR  | Electricidade               | 11,99               |
| Galp                        | Euronext Lisboa: GALP  | Produção de Petróleo e Gás  | 12,41               |
| Greenvolt                   | Euronext Lisboa: GVOLT | Electricidade               | 2,52                |
| Ibersol                     | Euronext Lisboa: IBS   | Viagens e Lazer             | 0,83                |
| Jerónimo Martins            | Euronext Lisboa: JMT   | Retalho                     | 12,35               |
| Mota-Engil                  | Euronext Lisboa: EGL   | Construção e materiais      | 1,14                |
| NOS                         | Euronext Lisboa: NOS   | Telecomunicações            | 5,09                |
| Redes Energéticas Nacionais | Euronext Lisboa: REN   | Electricidade               | 7,73                |
| Semapa                      | Euronext Lisboa: SEM   | Silvicultura e papel        | 1,74                |
| Sonae                       | Euronext Lisboa: SON   | Retalho                     | 6,28                |
| The Navigator Comp          | Euronext Lisboa: NGV   | Silvicultura e papel        | 5,49                |

### Possíveis entradas
| Nome       | Sector (segundo o ICB) | Possível Entrada |
| ---------- | ---------------------- | ---------------- |
| Luz Saúde  | Cuidados de saúde      | A partir de 2024 |
| Fidelidade | Seguros                | A partir de 2025 |